# Denemarken op het Eurovisiesongfestival
Denemarken doet sinds 1957 mee aan het Eurovisiesongfestival.

## De balans

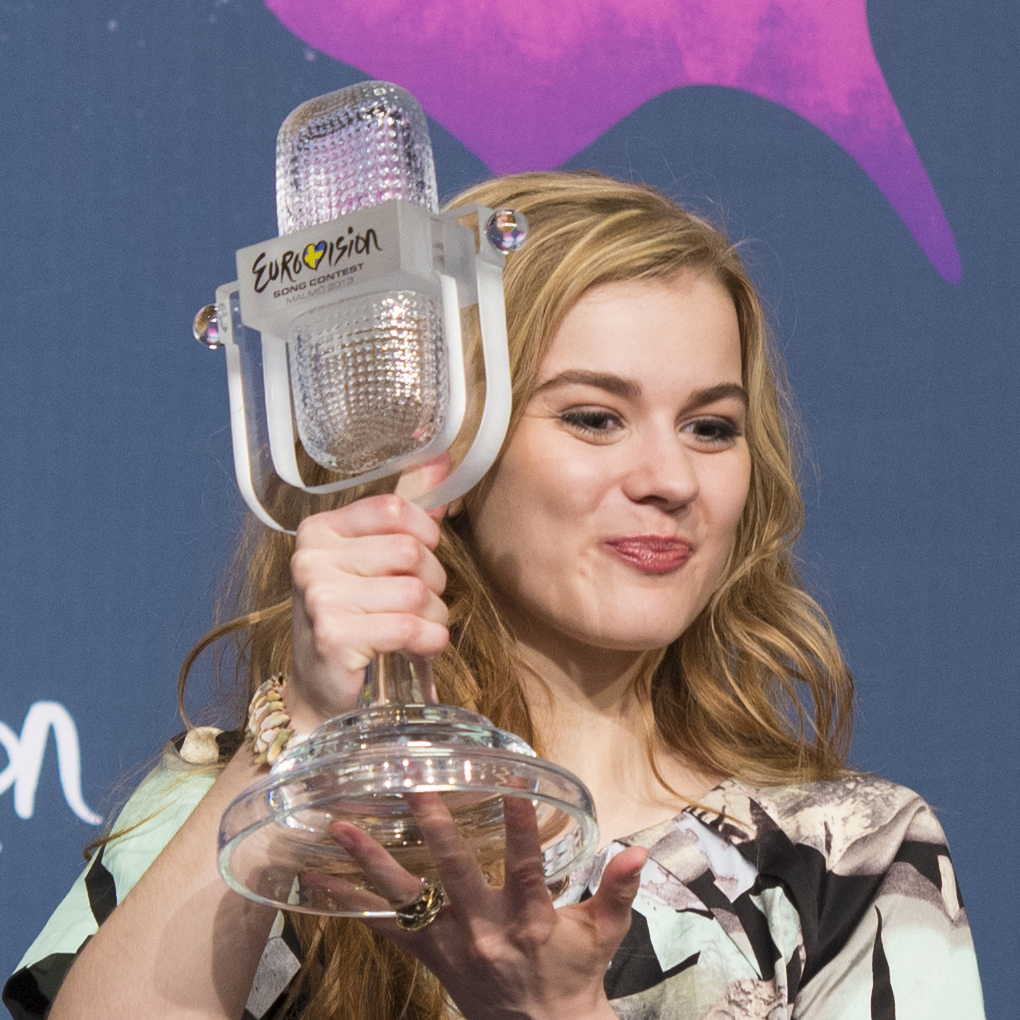
Emmelie de Forest na haar songfestivalzege in 2013

Denemarken kan een relatief succesvol songfestivalland worden genoemd. Van de 53 deelnames eindigden 26 inzendingen bij de beste tien. Driemaal won Denemarken het songfestival:
- 1963: Grethe & Jørgen Ingmann - Dansevise
- 2000: Olsen Brothers - Fly on the wings of love
- 2013: Emmelie de Forest - Only teardrops

Het land eindigde in de geschiedenis één keer op de laatste plaats; dat gebeurde in 2002 met het lied Tell me who you are van Malene Mortensen. Nooit bleef een Deense inzending zonder punten.

## Het songfestival op Deense bodem
Als gevolg van de drie overwinningen, heeft Denemarken ook driemaal het Eurovisiesongfestival mogen organiseren:
- 1964: Tivoli Koncertsal, Kopenhagen

De Denen boden met Tivoli, een van de oudste pretparken ter wereld, een bijzondere locatie voor het negende Eurovisiesongfestival. De presentatie werd verzorgd door omroepster en actrice Lotte Wæver. Van dit songfestival zijn zover bekend geen volledige televisieopnames bewaard gebleven. De originele opnameband van de show ging waarschijnlijk verloren bij een brand in het gebouw van de Deense omroep DR begin jaren zeventig.
- 2001: Parken, Kopenhagen

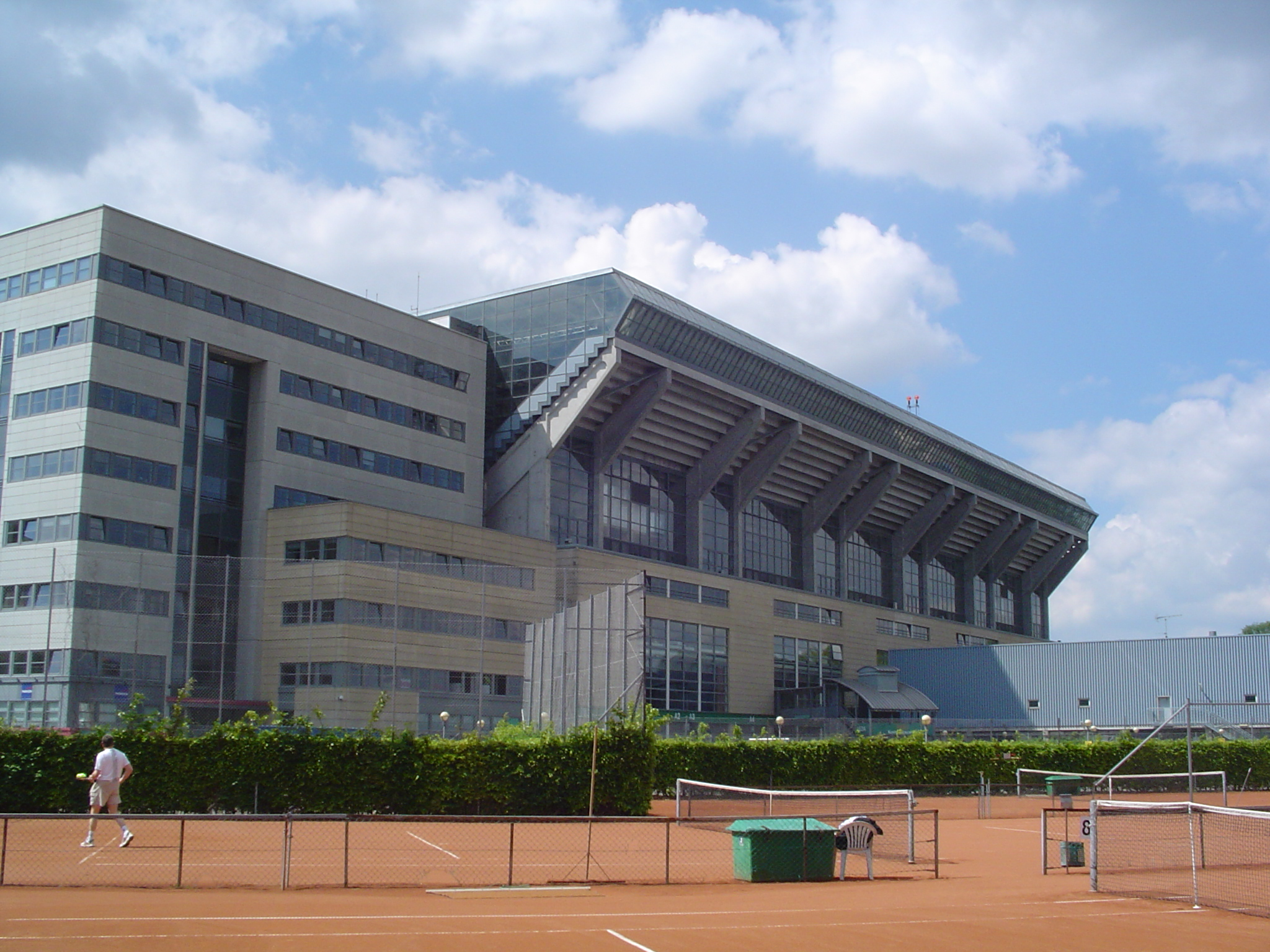
Voetbalstadion Parken in Kopenhagen vormde het decor voor het Eurovisiesongfestival 2001

Na de overwinning van Denemarken in 2000, volgde voor de Deense organisatie een moeizame zoektocht naar een geschikte locatie voor het Eurovisiesongfestival van 2001. Uiteindelijk werd gekozen voor Parken, het grootste voetbalstadion van Denemarken, waar naar aanleiding van het festival een schuifdak op werd aangebracht. Het is de grootste locatie waar ooit een songfestival werd georganiseerd. Helemaal vlekkeloos verliep de show niet: sommige optredens kwamen in het grote stadion moeizaam uit de verf, en een groot gedeelte van de ongeveer 38.000 toeschouwers had geen vrij zicht op het podium. De presentatie lag in handen van acteur Søren Pilmark en journaliste en presentatrice Natasja Crone Back.
- 2014: B&W Hallerne, Kopenhagen

Vijf Deense steden wierpen zich in de strijd om als decor te mogen dienen van het 59ste Eurovisiesongfestival, maar alleen de hoofdstad Kopenhagen beschikte over voldoende accommodatie om alle pers en nationale delegaties te kunnen huisvesten. Het voormalig industriële complex B&W Hallerne, bestaande uit twee grote hallen, werd als locatie verkozen boven Parken, en omgebouwd tot een volwaardige indoorarena die plaats bood aan 11.000 toeschouwers. De show werd gepresenteerd door acteur Pilou Asbæk en televisiepresentatoren Nikolaj Koppel en Lise Rønne.

### Congratulations
- In oktober 2005 vond in het Forum København in Kopenhagen ook Congratulations: 50 Jaar Eurovisiesongfestival plaats, een jubileumshow ter gelegenheid van het 50-jarig bestaan van het Eurovisiesongfestival. Aanvankelijk was de Royal Albert Hall in Londen uitverkoren om als locatie te dienen, maar deze bleek niet beschikbaar op de gewenste datum. Ook bleken de opvattingen van de Britse omroep BBC niet te stroken met die van de EBU. De EBU droeg de organisatie daarop over aan de Deense omroep DR, vanwege de goede naam die de Denen hadden opgebouwd met de organisaties van het Eurovisiesongfestival van 2001 en het Junior Eurovisiesongfestival van 2003.

## Songfestivals zonder Denemarken
Denemarken is zestienmaal afwezig geweest op het Eurovisiesongfestival. Bij de allereerste editie in 1956 was Denemarken er bijvoorbeeld niet bij, omdat het land zich (net als Oostenrijk) te laat had ingeschreven bij de EBU. Het kon zodoende niet deelnemen. Desondanks zonden de Denen het songfestival wel gewoon uit.
Een periode van afwezigheid was er tussen 1967 en 1978. Verantwoordelijk hiervoor was de directeur van de DR, Niels Jørgen Kaiser, die geen songfestivalliefhebber was en geen kwaliteit zag in de liedjeswedstrijd. Gedurende zijn leiding bleef Denemarken elf jaar weg van het Eurovisiepodium. In 1978, na het vertrek van Kaiser, keerden de Denen terug.
Na zestien deelnames op rij moest Denemarken vanaf de jaren negentig nog enkele malen gedwongen verstek laten gaan. Tijdens deze periode kwamen er op het songfestival zoveel nieuwe (voornamelijk Oost-Europese) landen bij, dat er een plaatsgebrek ontstond en de EBU zich genoodzaakt zag een nieuw systeem in te voeren, dat inhield dat slecht scorende landen verplicht een jaar moesten overslaan. Voor de Denen gold deze regel in 1994, 1998 en 2003. In 1996 sneuvelde Denemarken bovendien in een eenmalig gehouden voorronde, waarbij de Deense ballade Kun med dig van Martin Loft en Dorthe Andersen met een 25ste plaats te laag eindigde om kwalificatie voor het songfestival af te dwingen.
Sinds in 2004 de halve finale op het songfestival is ingevoerd, kan ieder land elk jaar deelnemen.

## Taal
Lange tijd was het voor de deelnemende landen op het Eurovisiesongfestival verplicht om in de eigen taal te zingen. Veruit de meeste Deense inzendingen zijn dan ook vertolkt in het Deens. Sinds de vrije taalregel in 1999 ingevoerd werd, heeft Denemarken vrijwel altijd Engelstalige liedjes naar het songfestival gestuurd. Slechts in 2021 werd nog gekozen voor een geheel Deenstalig lied. De inzending van 2019 bevatte echter ook korte zinnen in het Deens, Frans en Duits.
Bij de Dansk Melodi Grand Prix, de nationale voorronde waarbij ieder jaar de Deense kandidaat voor het Eurovisiesongfestival wordt gekozen, was het voor de deelnemers nog tot en met 2004 verplicht om in het Deens aan te treden. Van het winnende lied werd dan vanaf 1999 een Engelstalige bewerking gemaakt waarmee men vervolgens aantrad op het Eurovisiesongfestival. In 2005 voerde ook de Dansk Melodi Grand Prix de vrije taalregel in. Sindsdien werd de voorronde steeds gewonnen door een Engelstalig liedje, met uitzondering van 2005 zelf, toen het Deenstalige Tænder på dig van Jakob Sveistrup als winnaar uit de bus kwam en voor het songfestival werd vertaald naar Talking to you.

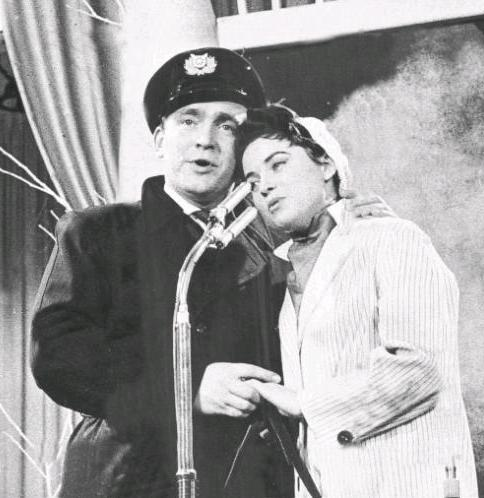
Birthe Wilke & Gustav Winckler in Frankfurt am Main (1957)

## De jaren 50, 60 en 70

### Debuut
Na het mislopen van het eerste Eurovisiesongfestival in 1956, waren de Denen bij het tweede festival, in 1957 gehouden in Frankfurt am Main, wel van de partij. De allereerste inzending van het land werd het lied Skibet skal sejle i nat, gezongen door het duo Birthe Wilke & Gustav Winckler. Een kus sloot het nummer af. Deze duurde maar liefst elf seconden, omdat niet was afgesproken wanneer te stoppen. Wilke en Winckler eindigden met hun nummer op de derde plaats.
In de jaren die hierop volgden presteerde Denemarken wisselvallig. Tweemaal wist het land niet verder te komen dan de voorlaatste plaats, maar de Denen eindigden eveneens tweemaal als vijfde, met respectievelijk Birthe Wilke (ditmaal zonder Gustav Winckler) in 1959 en Dario Campeotto in 1961.

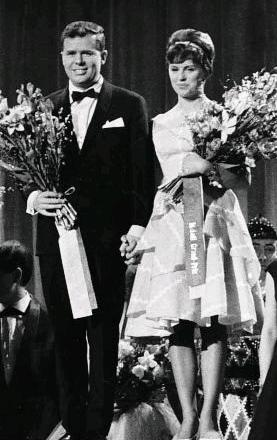
In 1963 won Denemarken voor het eerst het Eurovisiesongfestival dankzij de deelname van Grethe & Jørgen Ingmann

### Eerste winst
In 1963 stuurde Denemarken het echtpaar Grethe & Jørgen Ingmann naar het songfestival in Londen. Grethe (als zangeres) en Jørgen (als gitarist) brachten het opvallende nummer Dansevise ten gehore en kregen veel punten tijdens de puntentelling. Samen met Zwitserland werd gestreden om de eerste plaats, waarbij Zwitserland uiteindelijk leek te gaan winnen. Er ging echter iets mis toen de punten vanuit Noorwegen aan de beurt waren. De woordvoerder van de Noorse jury vermeldde de punten niet in de juiste volgorde, waardoor de presentatrice van die avond, Katie Boyle, in de war raakte. Na enig onbegrip over en weer, werd besloten de Noorse punten uit te stellen en eerst de overige landen te laten stemmen. Noorwegen kwam vervolgens als laatste land aan de beurt. Verbazend genoeg bleek de puntenverdeling van de Noren nu echter heel anders te zijn. Koploper Zwitserland, dat een voorsprong van 2 punten verdedigde op Denemarken, kreeg van Noorwegen nu slechts één punt, terwijl dat er eerder nog drie waren. Denemarken, dat eerder twee Noorse punten kreeg, mocht er nu vier ontvangen. Tot woede van de Zwitsers won Denemarken hiermee het songfestival. Het was behalve de allereerste Deense zege ook de eerste keer dat het songfestival gewonnen werd door een duo.
Na de overwinning van het echtpaar Ingmann was Denemarken nog driemaal zonder groots succes actief op het Eurovisiesongfestival. In 1966 strandde zangeres Ulla Pia zelfs op een teleurstellende 14de plaats, waarmee de Denen voor het eerst buiten de top 10 eindigden. In 1967 trok Denemarken, op last van DR-directeur Niels Jørgen Kaiser, zich terug van het songfestival. Het zou nog tot 1978 duren voordat Kaiser vertrok en het land weer op het Eurovisiepodium verscheen. De rentree in dat jaar leverde met 13 puntjes en de 16de plaats nog geen groot succes op voor de Denen, maar Tommy Seebach zette die teleurstelling een jaar later alweer recht door zesde te worden met het liedje Disco Tango, waarmee hij vervolgens ook een grote Europese hit scoorde.

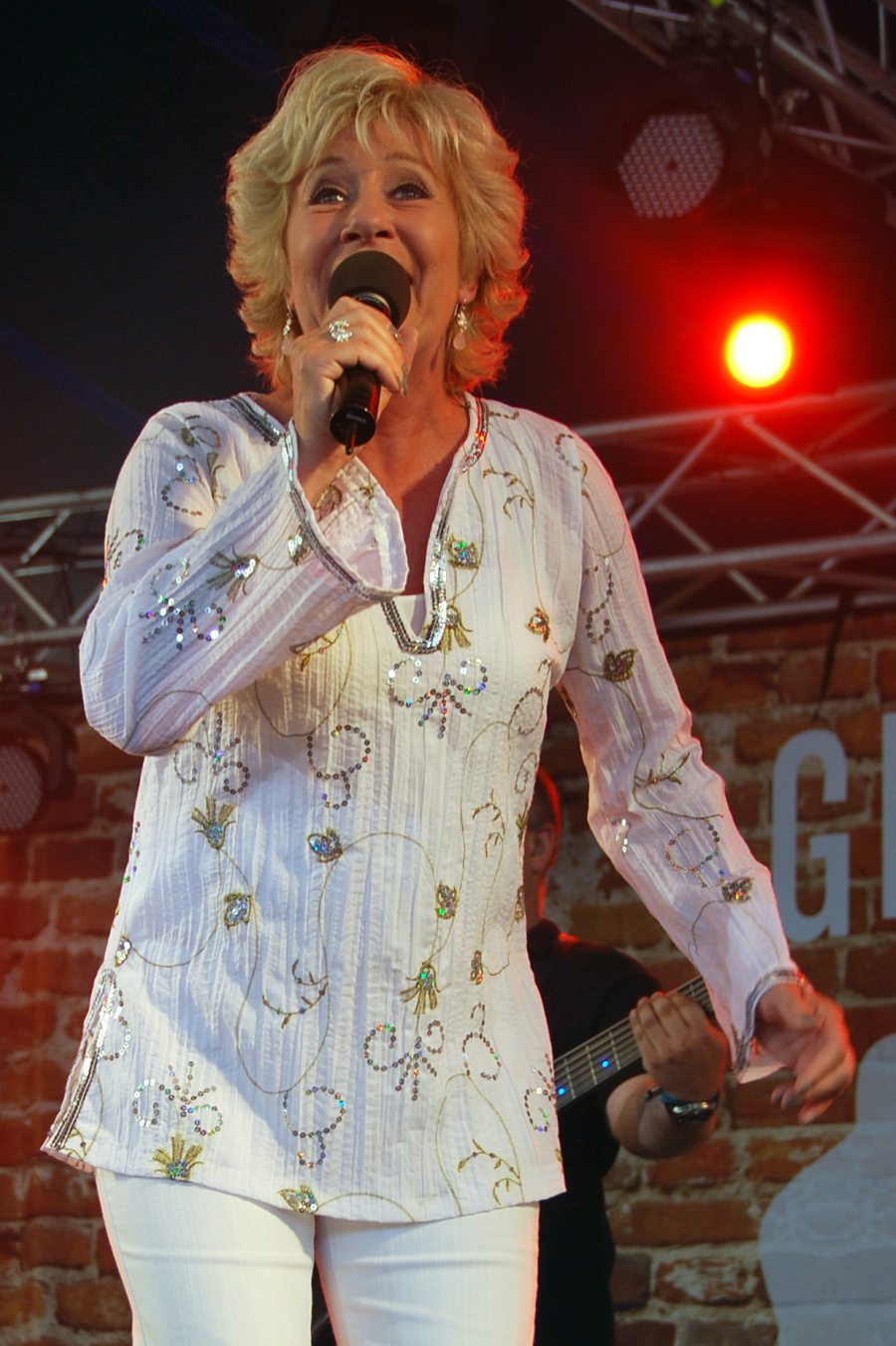
Birthe Kjær pakte in 1989 de derde plaats met Vi maler byen rød

## De jaren 80 en 90
Aan het begin van de jaren tachtig eindigde Denemarken gedurende enkele jaren weer onopvallend in de middenmoot of ergens onderaan. Ook het nogmaals afvaardigen van Tommy Seebach in 1981 had niet het beoogde effect. Meer succes hadden de Denen weer in 1984, toen het duo Hot Eyes vierde werd met Det lige det. Het betekende voor Denemarken het grootste succes sinds de winst in 1963, tevens reden om hetzelfde duo een jaar later nogmaals af te vaardigen. Met een elfde plaats had Hot Eyes toen echter aanzienlijk minder succes.
In 1986 brak er op het Eurovisiesongfestival weer een glorieperiode aan voor Denemarken. Vijfmaal achter elkaar eindigde het land met hoge puntenaantallen in de top 10. Hoogtepunten waren de twee derde plaatsen in 1988 (opnieuw met Hot Eyes) en in 1989 (met Birthe Kjær). Vanaf 1991 begon Denemarken echter weer wisselvallig te presteren. Tommy Seebach vertegenwoordigde het land in 1993 voor een derde maal, maar werd slechts 22ste, waardoor de Denen vanwege het nieuwe songfestivalreglement een jaar later thuis moesten blijven. Aud Wilken maakte het in 1995 weer een beetje goed door vijfde te worden met Fra Mols til Skagen, maar in 1996 was Denemarken weer niet van de partij omdat het in een eenmalige voorronde te laag was geëindigd. Ten slotte ontbraken de Denen ook in 1998, na een te lage score op het songfestival van een jaar eerder.

## 2000 tot 2020

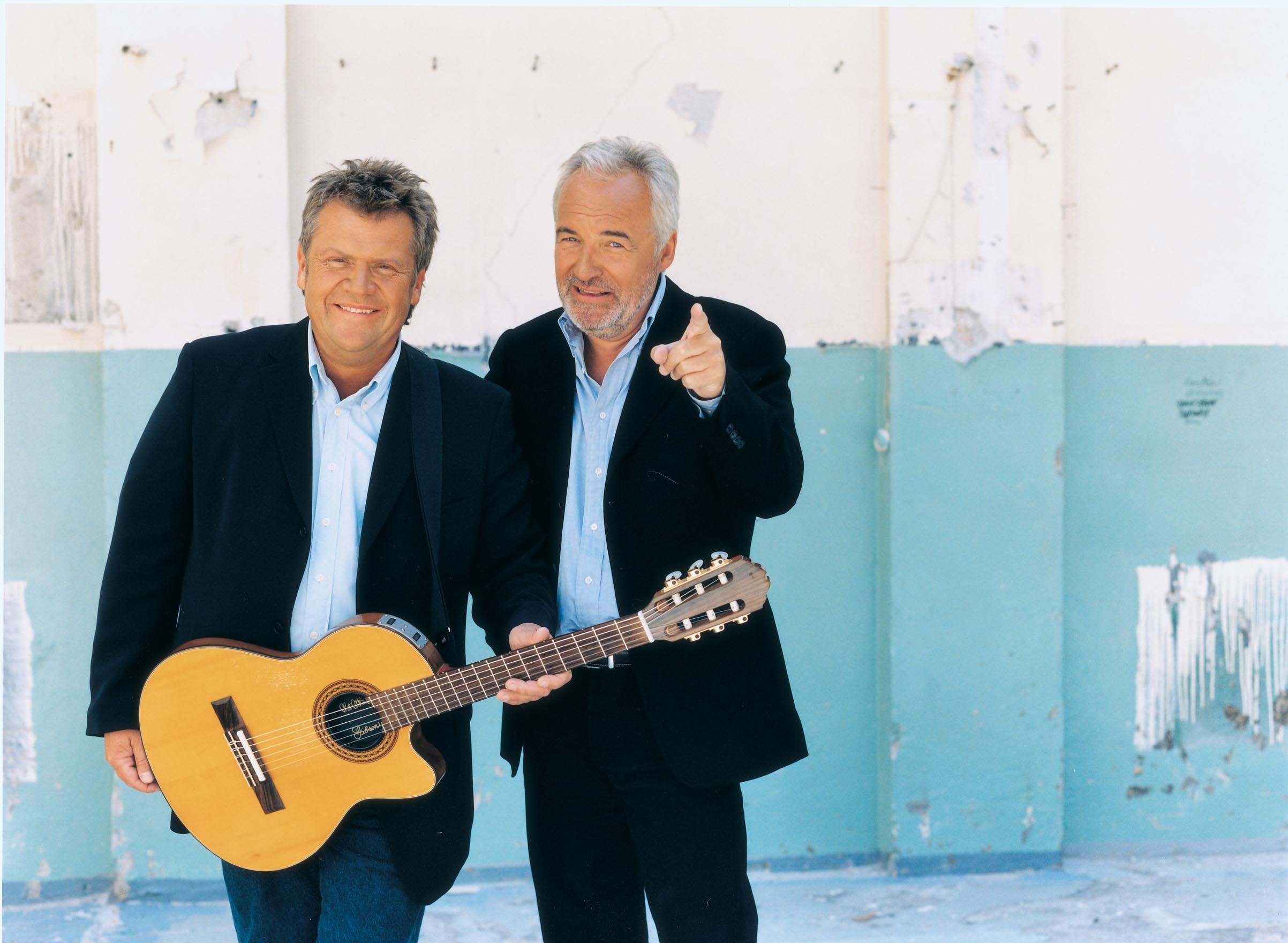
De Olsen Brothers zorgden in 2000 voor de tweede Deense songfestivalzege

### Tweede winst
Na de achtste plaats in 1999 kwam Denemarken in 2000 naar het Eurovisiesongfestival in Stockholm met de Olsen Brothers, bestaande uit de broers Jørgen en Noller Olsen, die tijdens hun deelname respectievelijk 50 en 46 jaar oud waren. Zij brachten het nummer Fly on the wings of love, dat mede opviel door het gebruik van vocoder-effecten. Peilingen voorafgaand aan het festival voorspelden de twee mannen weinig kansen op de zege; het lied en de uitvoerenden werden simpelweg als te ouderwets ervaren. De verrassing was dan ook groot toen de Olsen Brothers gedurende de gehele puntentelling onafgebroken aan de leiding stonden, iets dat niet meer was voorgekomen sinds de zege van ABBA, 26 jaar eerder. Het betekende voor Denemarken de tweede songfestivalzege, en de eerste in 37 jaar tijd. De delegatie van Rusland, dat op 40 punten afstand als tweede was geëindigd, diende nog een protest in over het gebruik van de vocoder-effecten, maar dit haalde niets uit aangezien dit niet verboden was volgens het reglement. Tijdens de jubileumshow Congratulations: 50 Jaar Eurovisiesongfestival, gehouden in Kopenhagen in 2005, eindigde Fly on the wings of love op de zesde plaats van de populairste songfestivalliedjes aller tijden. De Olsen Brothers brachten hun lied tijdens deze show ook nog eens ten gehore.
In 2001 werd het Eurovisiesongfestival georganiseerd in het Parkenstadion in Kopenhagen. Het thuisland werd vertegenwoordigd door het lied Never ever let you go van het duo Rollo & King. Met deze inzending kwam Denemarken dicht bij een nieuwe overwinning, maar uiteindelijk moest het genoegen nemen met de tweede plaats, op 21 punten achter het winnende Estland.
Na de vliegende start in het nieuwe millennium, werd het songfestival van 2002 voor Denemarken prompt een debacle. Zangeres Malene Mortensen, die aantrad met het liedje Tell me who you are, kreeg zeven punten en belandde daarmee op de laatste plaats. Een unicum voor de Denen, want het land was nooit eerder laatste geworden. Hierdoor moest Denemarken in 2003 noodgedwongen weer een jaar thuisblijven.
In 2004 werd op het Eurovisiesongfestival de halve finale ingevoerd. Denemarken presteert hierin relatief succesvol; slechts viermaal werden de Denen in de halve finale uitgeschakeld. Na enkele matige klasseringen in de middenmoot, eindigde Denemarken in 2010 en 2011 tweemaal op rij in de top 5 van de finale.

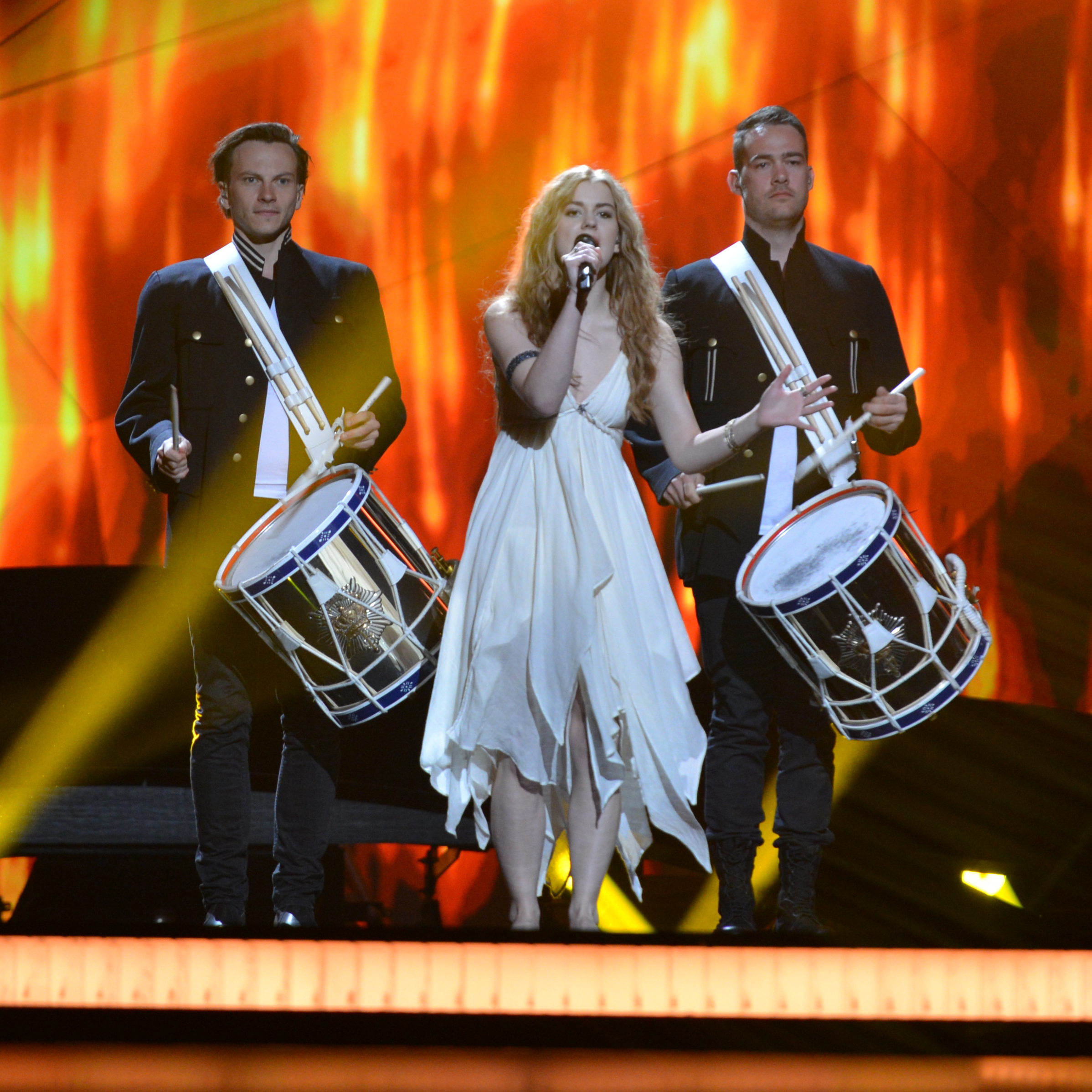
Emmelie de Forest tijdens haar winnende optreden in 2013

### Derde winst
In 2013 stuurden de Denen Emmelie de Forest naar het songfestival in de Zweedse stad Malmö. De zangeres, die aantrad met het nummer Only teardrops, was in de peilingen voorafgaand aan het festival de grote favoriete voor de eindzege. Dankzij een energiek optreden, begeleid met trommels, wist De Forest de verwachtingen ook waar te maken: ze kreeg van acht landen de topscore van 12 punten, en zorgde met een totaal van 281 punten voor de derde Deense overwinning in de geschiedenis van het Eurovisiesongfestival. Azerbeidzjan, dat van tien landen de topscore van 12 punten ontving, eindigde met 47 punten achterstand op de tweede plaats.
In 2014 keerde het Eurovisiesongfestival na 13 jaar terug naar Denemarken. Het festijn werd georganiseerd in de B&W Hallerne in hoofdstad Kopenhagen. Zanger Basim behaalde namens het gastland de negende plaats met het nummer Cliche love song.
In 2015 stelde Denemarken teleur. Met de band Anti Social Media wist het land zich voor het eerst in acht jaar niet te kwalificeren voor de finale. In 2016 probeerden de Denen het vervolgens met de band Lighthouse X, maar ook deze inzending strandde in de halve finale. In 2017 kon Anja Nissen met Where I am wel doorstoten tot de finale, waar zij 20ste werd. In 2018 en 2019 bereikte Denemarken de finale met opvallende podiumacts. Rasmussen loodste de Denen in 2018 naar de negende plaats met een act die in het teken stond van Vikingen. Zangeres Leonora viel in 2019 op door de reusachtige stoel waarop zij haar liedje zong. Hiermee eindigde ze als twaalfde.

## 2020 en verder
In 2020 zou Denemarken vertegenwoordigd worden door het duo Ben & Tan met het nummer Yes. Vanwege de coronapandemie ging de editie van dat jaar echter niet door. In 2021 keerde het festival terug en traden de Denen in Rotterdam aan met het duo Fyr & Flamme. Hun lied Øve os på hinanden was de eerste inzending sinds 1997 die volledig in het Deens werd vertolkt. Het kreeg echter niet voldoende punten om de halve finale te overleven. Ook in 2022, 2023 en 2024 wist Denemarken zich niet te plaatsen voor de finale.

## Deense deelnames
| Jaar | Artiest                        | Titel                            | Fin. | Ptn. | Semi | Ptn. | Taal                   |
| ---- | ------------------------------ | -------------------------------- | ---- | ---- | ---- | ---- | ---------------------- |
| 1957 | Birthe Wilke & Gustav Winckler | Skibet skal sejle i nat          | 3    | 10   |      |      | Deens                  |
| 1958 | Raquel Rastenni                | Jeg rev et blad ud af min dagbog | 8    | 3    |      |      | Deens                  |
| 1959 | Birthe Wilke                   | Uh jeg ville ønske jeg var dig   | 5    | 12   |      |      | Deens                  |
| 1960 | Katy Bødtger                   | Det var en yndig tid             | 10   | 4    |      |      | Deens                  |
| 1961 | Dario Campeotto                | Angelique                        | 5    | 12   |      |      | Deens                  |
| 1962 | Ellen Winther                  | Vuggevise                        | 10   | 2    |      |      | Deens                  |
| 1963 | Grethe & Jørgen Ingmann        | Dansevise                        | 1    | 42   |      |      | Deens                  |
| 1964 | Bjørn Tidmand                  | Sangen om dig                    | 9    | 4    |      |      | Deens                  |
| 1965 | Birgit Brüel                   | For din skyld                    | 7    | 10   |      |      | Deens                  |
| 1966 | Ulla Pia                       | Stop mens legen er go'           | 14   | 4    |      |      | Deens                  |
| 1978 | Mabel                          | Boom boom                        | 16   | 13   |      |      | Deens                  |
| 1979 | Tommy Seebach                  | Disco tango                      | 6    | 76   |      |      | Deens                  |
| 1980 | Bamses Venner                  | Tænker altid på dig              | 14   | 25   |      |      | Deens                  |
| 1981 | Tommy Seebach & Debbie Cameron | Krøller eller ej                 | 11   | 41   |      |      | Deens                  |
| 1982 | Brixx                          | Video, video                     | 17   | 5    |      |      | Deens                  |
| 1983 | Gry Johansen                   | Kloden drejer                    | 17   | 16   |      |      | Deens                  |
| 1984 | Hot Eyes                       | Det' lige det                    | 4    | 101  |      |      | Deens                  |
| 1985 | Hot Eyes                       | Sku' du spørg' fra no'en?        | 11   | 41   |      |      | Deens                  |
| 1986 | Trax                           | Du er fuld af løgn               | 6    | 77   |      |      | Deens                  |
| 1987 | Anne Cathrine Herdorf & Bandjo | En lille melodi                  | 5    | 83   |      |      | Deens                  |
| 1988 | Hot Eyes                       | Ka' du se hva' jeg sa'?          | 3    | 92   |      |      | Deens                  |
| 1989 | Birthe Kjær                    | Vi maler byen rød                | 3    | 111  |      |      | Deens                  |
| 1990 | Lonnie Devantier               | Hallo hallo                      | 8    | 64   |      |      | Deens                  |
| 1991 | Anders Frandsen                | Lige der hvor hjertet slår       | 19   | 8    |      |      | Deens                  |
| 1992 | Lotte Nilsson & Kenny Lübcke   | Alt det som ingen ser            | 12   | 47   |      |      | Deens                  |
| 1993 | Tommy Seebach Band             | Under stjernerne på himlen       | 22   | 9    |      |      | Deens                  |
| 1995 | Aud Wilken                     | Fra Mols til Skagen              | 5    | 92   |      |      | Deens                  |
| 1997 | Kølig Kaj                      | Stemmen i mit liv                | 16   | 25   |      |      | Deens                  |
| 1999 | Michael Teschl & Trine Jepsen  | This time I mean it              | 8    | 71   |      |      | Engels                 |
| 2000 | Olsen Brothers                 | Fly on the wings of love         | 1    | 195  |      |      | Engels                 |
| 2001 | Rollo & King                   | Never ever let you go            | 2    | 177  |      |      | Engels                 |
| 2002 | Malene                         | Tell me who you are              | 24   | 7    |      |      | Engels                 |
| 2004 | Tomas Thordarson               | Shame on you                     | X    | X    | 13   | 56   | Engels                 |
| 2005 | Jakob Sveistrup                | Talking to you                   | 10   | 125  | 3    | 185  | Engels                 |
| 2006 | Sidsel Ben Semmane             | Twist of love                    | 18   | 26   | X    | X    | Engels                 |
| 2007 | DQ                             | Drama queen                      | X    | X    | 19   | 45   | Engels                 |
| 2008 | Simon Mathew                   | All night long                   | 15   | 60   | 3    | 112  | Engels                 |
| 2009 | Niels Brinck                   | Believe again                    | 13   | 74   | 8    | 69   | Engels                 |
| 2010 | Chanée & N'evergreen           | In a moment like this            | 4    | 149  | 5    | 101  | Engels                 |
| 2011 | A Friend in London             | New tomorrow                     | 5    | 134  | 2    | 135  | Engels                 |
| 2012 | Soluna Samay                   | Should've known better           | 23   | 21   | 9    | 63   | Engels                 |
| 2013 | Emmelie de Forest              | Only teardrops                   | 1    | 281  | 1    | 167  | Engels                 |
| 2014 | Basim                          | Cliché love song                 | 9    | 74   | X    | X    | Engels                 |
| 2015 | Anti Social Media              | The way you are                  | X    | X    | 13   | 33   | Engels                 |
| 2016 | Lighthouse X                   | Soldiers of love                 | X    | X    | 17   | 34   | Engels                 |
| 2017 | Anja Nissen                    | Where I am                       | 20   | 77   | 10   | 101  | Engels                 |
| 2018 | Rasmussen                      | Higher ground                    | 9    | 226  | 5    | 204  | Engels                 |
| 2019 | Leonora                        | Love is forever                  | 12   | 120  | 10   | 94   | Engels, Frans en Deens |
| 2021 | Fyr & Flamme                   | Øve os på hinanden               | X    | X    | 11   | 89   | Deens                  |
| 2022 | REDDI                          | The show                         | X    | X    | 13   | 55   | Engels                 |
| 2023 | Reiley                         | Breaking my heart                | X    | X    | 14   | 6    | Engels                 |
| 2024 | Saba                           | Sand                             | X    | X    | 12   | 36   | Engels                 |
| 2025 | Sissal                         | Hallucination                    | 23   | 47   | 8    | 61   | Engels                 |

## Punten
Periode 1957-2025. Punten uit de halve finale zijn in deze tabellen niet meegerekend.
| Plaats | Land                | Punten |
| ------ | ------------------- | ------ |
| 1      | Zweden              | 428    |
| 2      | Noorwegen           | 209    |
| 3      | Duitsland           | 194    |
| 4      | Verenigd Koninkrijk | 170    |
| 5      | Zwitserland         | 149    |

| Plaats | Land                | Punten |
| ------ | ------------------- | ------ |
| 1      | Noorwegen           | 221    |
| 2      | Zweden              | 214    |
| 3      | IJsland             | 200    |
| 4      | Verenigd Koninkrijk | 145    |
| 5      | Nederland           | 142    |

### Twaalf punten gegeven aan Denemarken
| Aantal | Land                | Wanneer                                                  |
| ------ | ------------------- | -------------------------------------------------------- |
| 9      | IJsland             | 1999, 2000, 2001, 2004, 2008, 2010, 2011, 2013, 2018 (t) |
| 5      | Ierland             | 2000, 2001, 2010, 2011, 2013                             |
| 5      | Noorwegen           | 1984, 1995, 2001, 2005, 2008                             |
| 4      | Zweden              | 1989, 1995, 2000, 2018 (t)                               |
| 3      | Nederland           | 1988, 1989, 2011                                         |
| 3      | Verenigd Koninkrijk | 1984, 2000, 2013                                         |
| 2      | Duitsland           | 2000, 2001                                               |
| 2      | Frankrijk           | 1988, 2013                                               |
| 2      | Hongarije           | 2018 (j+t)                                               |
| 2      | Israël              | 1979, 2000                                               |
| 2      | Italië              | 2013, 2019 (j)                                           |
| 2      | Slovenië            | 2010, 2013                                               |
| 1      | België              | 1981                                                     |
| 1      | Estland             | 2001                                                     |
| 1      | Finland             | 1989                                                     |
| 1      | Griekenland         | 1979                                                     |
| 1      | Kroatië             | 2001                                                     |
| 1      | Letland             | 2000                                                     |
| 1      | Noord-Macedonië     | 2013                                                     |
| 1      | Oostenrijk          | 1988                                                     |
| 1      | Polen               | 2010                                                     |
| 1      | Roemenië            | 2010                                                     |
| 1      | Rusland             | 2000                                                     |
| 1      | Servië              | 2013                                                     |

(j) = vakjury; (t) = televoting

### Twaalf punten gegeven door Denemarken
(Vetgedrukte landen waren ook de winnaar van dat jaar.)
| Jaar | Land        | Jaar | Land                | Jaar | Land                     | Jaar | Land                         |
| ---- | ----------- | ---- | ------------------- | ---- | ------------------------ | ---- | ---------------------------- |
| 1978 | Spanje      | 1992 | Verenigd Koninkrijk | 2006 | Finland                  | 2021 | Zwitserland (j) IJsland (t)  |
| 1979 | Duitsland   | 1993 | Frankrijk           | 2007 | Zweden                   | 2022 | Griekenland (j) Oekraïne (t) |
| 1980 | Ierland     | 1994 | Geen deelname       | 2008 | IJsland                  | 2023 | Zweden (j) Finland (t)       |
| 1981 | Ierland     | 1995 | Zweden              | 2009 | Noorwegen                | 2024 | Zwitserland (j) Kroatië (t)  |
| 1982 | Duitsland   | 1996 | Geen deelname       | 2010 | Duitsland                | 2025 | Letland (j) Zweden (t)       |
| 1983 | Joegoslavië | 1997 | Verenigd Koninkrijk | 2011 | Ierland                  |      |                              |
| 1984 | Zweden      | 1998 | Geen deelname       | 2012 | Zweden                   |      |                              |
| 1985 | Noorwegen   | 1999 | IJsland             | 2013 | Noorwegen                |      |                              |
| 1986 | Ierland     | 2000 | IJsland             | 2014 | Zweden                   |      |                              |
| 1987 | Duitsland   | 2001 | Malta               | 2015 | Zweden                   |      |                              |
| 1988 | Joegoslavië | 2002 | Malta               | 2016 | Oekraïne (j) Zweden (t)  |      |                              |
| 1989 | Zweden      | 2003 | Geen deelname       | 2017 | Zweden (j+t)             |      |                              |
| 1990 | Zwitserland | 2004 | Zweden              | 2018 | Duitsland (j+t)          |      |                              |
| 1991 | Zweden      | 2005 | Noorwegen           | 2019 | Zweden (j) Noorwegen (t) |      |                              |

(j) = vakjury; (t) = televoting
1957 · 1958 · 1959 · 1960 · 1961 · 1962 · 1963 · 1964 · 1965 · 1966 · 1967-1977 · 1978 · 1979 · 1980 · 1981 · 1982 · 1983 · 1984 · 1985 · 1986 · 1987 · 1988 · 1989 · 1990 · 1991 · 1992 · 1993 · 1994 · 1995 · 1996 · 1997 · 1998 · 1999 · 2000 · 2001 · 2002 · 2003 · 2004 · 2005 · 2006 · 2007 · 2008 · 2009 · 2010 · 2011 · 2012 · 2013 · 2014 · 2015 · 2016 · 2017 · 2018 · 2019 · 2020 · 2021 · 2022 · 2023 · 2024 · 2025